# Успение Богородично (Новачене)
„Успение на Пресвета Богородица“ е енорийска храм на Ловчанската епархия на Българската православна църква в село Новачене, община Ботевград, България.

## История
През 1864 година е издигнат храм, върху който през 1898 година е построена по-голяма кръстокуполна църква „Успение Богородично“.

## Описание
Църквата е една от най-големите селски църкви в епархията.
Иконостасът на храма е дело на дебърския майстор Нестор Алексиев. Храмът е религиозен паметник с местно значение.